# Феррис, Хоб
Альберт Сейлс «Хоб» Феррис (англ. Albert Sayles «Hobe» Ferris, 12 июля 1874, Англия — 18 марта 1938, Детройт, Мичиган) — американский бейсболист, игрок второй базы. В составе «Бостон Американс» в 1903 году стал победителем первой в истории Мировой серии.

## Биография
Многие источники указывают, что Альберт Феррис родился 7 декабря 1877 года в Провиденсе, но в архивах штата Род-Айленд записей о его рождении не обнаружено. Согласно информации, полученной при переписи населения, он родился в Англии и переехал в США вместе с родителями в 1879 году.
В 1898 году Хоб играл за команду из Норт-Аттлборо в Массачусетсе. В следующие два года он выступал за команды из Потакета и Норуича. Во всех трёх клубах он действовал на позиции шортстопа. Перед началом сезона 1901 года интерес к Феррису проявлял клуб «Цинциннати Редс», но он заключил контракт с «Бостон Американс». Одновременно с ним в клуб пришёл Фредди Парент и Альберта передвинули на вторую базу. На новой позиции он осваивался медленно, совершив 61 ошибку в играх чемпионата. В то же время Феррис демонстрировал удачную игру на бите, став лидером среди новичков лиги по числу триплов.
Ещё одной чертой характера Альберта была его вспыльчивость. В 1902 году он получил трёхматчевую дисквалификацию после спора с ампайром Джеком Шериданом. Питер Келли из Boston Journal писал, что болельщикам Бостона не нужна грязная игра в стиле Джона Макгро и Феррис не должен вести себя как звезда, которой позволено всё.
Хоб не изменил свою манеру поведения, но смог стать в команде и для болельщиков своим. В сезоне 1903 года он отбивал со средним показателем 25,1 %, но установил личный рекорд по числу хоум-ранов (9). В первой игре Мировой серии против «Питтсбург Пайрэтс» Феррис допустил две ошибки, что даже вызвало подозрения в намеренной сдаче игры. Но во втором матче он участвовал в отличном розыгрыше дабл-плей после удара Хонуса Вагнера и помог «Американс» одержать победу со счётом 3:0. В последней восьмой игре серии Феррис набрал все три очка своей команды, принеся ей победу в первой в истории Мировой серии.
В 1904 году его игра в нападении стала заметно хуже (всего 21,3 % отбивания), но Хоб был важной частью командной игры в обороне, демонстрируя игру уровня Золотой перчатки. «Бостон» второй сезон подряд выиграл Американскую лигу, а затем в игре команды наступил спад — в 1906 году «Американс» заняли последнее место в чемпионате. 11 сентября вновь дал о себе знать трудный характер Ферриса. Во время игры с «Нью-Йорк Хайлендерс» он подрался с партнёром по команде Джеком Хейденом, выбив ему несколько зубов. Решением президента лиги Хоба отстранили от соревнований до конца сезона. Тем не менее, он остался в Бостоне ещё на один сезон, после которого владелец «Американс» Джон Тейлор обменял Ферриса в «Сент-Луис Браунс».
Чемпионат 1908 года в составе «Браунс» стал для Альберта лучшим в карьере. Он установил личные рекорды по показателям отбивания (27,0 %), занятия баз (29,1 %) и числу RBI (74). В Сент-Луисе Ферриса перевели на третью базу и его связка с шортстопом Бобби Уоллесом получила от журналистов прозвище «Каменная стена».
В 1909 году его игра стала хуже и Феррис испытывал психологические трудности. В игре с «Вашингтон Сенаторз» он повздорил с питчером соперника Томом Хьюзом и драку предотвратило только вмешательство судьи матча. После окончания сезона он был отчислен из клуба и следующие три года играл в Американской ассоциации за команду из Миннеаполиса. В конце 1913 года он завершил профессиональную карьеру.
В 1920 году вместе с женой Хеленой и дочерью Натали Альберт поселился в Детройте. Там он работал автомехаником и время от времени играл за любительские команды. В последние годы жизни он страдал от ожирения. Скончался Альберт Феррис 18 марта 1938 года от сердечного приступа. 